# Albert Spaeth
Pour les articles homonymes, voir Spaeth.
Henri dit Albert Spaeth né le 12 décembre 1899 à Rohrbach-lès-Bitche (Moselle) et mort le 20 juin 1966 à Corenc (Isère) était un professeur agrégé d'allemand, auteur de traductions et de manuels scolaires allemands.

## Carrières
Né en Terre d'Empire, il fit des études à l'École préparatoire de Saint-Avold, puis aux Écoles normales d'Obernai, Montigny-lès-Metz et Versailles.
Il fut instituteur à Enchenberg, professeur d'École primaire supérieure à Thaon-les-Vosges et Hirson, au lycée de Tulle et à L'École professionnelle de Nancy et au collège de Verdun. Lauréat de l'agrégation d'allemand en 1931, il enseigna aux lycées de Bastia et de Toulon avant de rejoindre le lycée Champollion de Grenoble où il effectuera toute sa carrière.
il fut également officier de Marine. Réserviste, pendant la seconde guerre mondiale, il fut chargé d'interroger les allemands fuyant le régime en place, qui étaient emprisonnés au camp des Milles à Aix-en-Provence. À cette occasion, il fit connaissance de Max Ernst à qui il remit du matériel pour peindre. En remerciement, Max Ernst lui remit quelques toiles. Il n'en conservera qu'une, dédicacée, ("A Albert Spaeth, en souvenir des portes de la méditerranée"), ayant brulé les autres, dans l'ignorance de la célébrité acquise par Max Ernst.
Ce tableau figurera dans le catalogue d'une vente Sotheby's à Londres en février 2005, lot 352, sous l'intitulé " Paysage ", gouache et huile sur carton, signée en bas à droite et dédicacée.

## Publications
Il publia divers ouvrages concernant des poètes allemands :
- Pour connaitre la pensée de Heine. Ed. Bordas, Paris, 1946.
- Heine Le livre des chants. Introduction et traduction, Aubier, Ed Montaigne, Paris, 1947.
- Heine Extraits de prose et poésies (textes annotés), 2 vol. Ed Hatier, Paris, 1948.
- Eichendorff, Poèmes lyriques, Introduction et traduction, Aubier, Ed Montaigne, Paris, 1953.

Il publia à partir de 1949 aux éditions Didier & Richard un ensemble de manuels scolaires destinés à l'apprentissage de l'allemand, certains illustrés par André-Jo Veilhan, de la classe de 6e à la Terminale, accompagné de disques de chants et mélodies allemandes.